# János Aknai Acht
János Aknai Acht, appelé aussi Eugène Acht ou Paul Acht, né le 10 novembre 1908 à Budapest et mort le 7 mars 1992, est un footballeur hongrois des années 1930 et 1940.

## Biographie
En tant que gardien de but, il fut international hongrois à 10 reprises (1929-1932). Il commença sa carrière dans le club hongrois d'Újpest FC, remportant trois championnats et une coupe Mitropa. 
Il partit ensuite en France, à l'US Tourcoing (D2) sans rien remporter. Puis il fut transféré au Valence CF en Espagne, ne jouant qu'un seul match. 
Il revient en France au Red Star en 1935. Il entraîneur l'Olympique dunkerquois de 1939 à 1940. Il arriva à l'Olympique de Marseille en 1940 pour deux saisons. Il remporta le championnat de la zone libre en 1941.

## Clubs
- 1928-1933 :  Újpest FC
- 1933-1934 :  US Tourcoing
- 1934-1935 :  Valence CF
- 1935-1936 :  Red Star
- 1940-1942 :  Olympique de Marseille

## Palmarès
- Coupe de Hongrie de football
  - Finaliste en 1933
- Coupe Mitropa

- - Vainqueur en 1929
- Championnat de Hongrie de football
  - Champion en 1930, en 1931 et en 1933
  - Vice-champion en 1932
- Championnat de France de football
  - Champion en 1941 (zone libre)